# Moisés de Coucy
Moisés ben Jacob de Coucy (también conocido como el SMaG) (Coucy, 1198?-Francia, 1274?) fue un reconocido rabino francés. Los tosafistas eran unos rabinos medievales de Francia y Alemania. Estos rabinos eran conocidos entre los eruditos del Talmud como los Rishonim, Ellos crearon glosas críticas y explicativas (preguntas, notas, interpretaciones, decisiones, y fuentes) relacionadas con el Talmud.
Moisés ben Jacob fue un alumno del Rabino Yehudá ha-Jasid, y un fervoroso seguidor de las enseñanzas de Maimónides.
En 1236 recorrió España y la Provenza, con la única misión de influir en sus hermanos judíos para acercarlos hacia el cumplimiento de sus tradiciones.
El rabino escribió su obra literaria Séfer Mitzvot Gadol (conocido con el acrónimo, SMaG), un libro de fácil lectura sobre los preceptos y las costumbres judías. Dicho libro es una obra conocida entre las comunidades judías hasta el día de hoy.